# Rodolfo Suárez
Rodolfo Alejandro Suárez (La Consulta, Mendoza; 20 de abril de 1963) es un abogado y político argentino, miembro de la UCR y de Frente Cambia Mendoza (ala provincial de JxC), que ejerció como gobernador de la provincia de Mendoza desde 2019 a 2023. Previamente fue intendente de la Ciudad de Mendoza de 2014 a 2019, concejal de la misma de 2010 a 2014 y presidente del Honorable Concejo Deliberante de 2011 a 2014.
Militante del radicalismo, ocupó mayormente cargos secretariales municipales o dentro de la cámara baja de la legislatura provincial de Mendoza, sin ocupar puestos políticos de importancia. En 2010, instigado por su amigo Víctor Fayad, intendente radical de la ciudad de Mendoza, a quien asesoraba legalmente, encabezó la lista de concejales del radicalismo en una elección legislativa desdoblada, asumiendo así como presidente del Concejo Deliberante de la capital provincial. Ocupando el segundo puesto en la línea de sucesión de la intendencia capitalina, ejerció interinamente las funciones ejecutivas de la capital durante la prolongada enfermedad de Fayad y finalmente asumió la intendencia plena tras su fallecimiento, el 7 de agosto de 2014. Suárez completó el mandato de Fayad y fue ampliamente reelegido para un período completo en 2015, recibiendo el 59,99 % de los votos. Ocupó en simultáneo el cargo de presidente del Comité Provincia de la UCR Mendocina, desde el 15 de diciembre del mismo año, puesto partidario para el que sería nuevamente elegido en 2017.
A principios de 2019, confirmó su precandidatura a gobernador de la provincia de Mendoza para suceder a Alfredo Cornejo, debiendo competir en las elecciones primarias, abiertas, simultáneas y obligatorias (PASO) del 9 de junio de ese año contra los precandidatos Omar De Marchi (PD-PRO) y Fernando Armagnague (también radical), dentro del oficialista Frente Cambia Mendoza. En dicha instancia obtuvo la mayor cantidad de sufragios en toda la provincia y duplicó en votos a sus rivales internos, por lo que fue de este modo proclamado candidato oficialista a la gobernación. En las elecciones generales, que tuvieron lugar el 29 de septiembre, Suárez resultó elegido gobernador con el 51,67 % de los votos, superando por más de quince puntos a la candidata justicialista Anabel Fernández Sagasti. El 10 de diciembre de 2019 juró el cargo como el décimo gobernador de Mendoza desde la restauración de la democracia.

## Primeros años
Suárez nació el 10 de abril de 1963, en la localidad de La Consulta, departamento San Carlos, provincia de Mendoza, Argentina, hijo de Ulpiano Suárez y Lilia Reynoso, y el menor de cuatro hermanos. Proviene de una familia de amplia trayectoria política: sus dos abuelos fueron intendentes de San Carlos, Ricardo Reynoso por el Partido Justicialista (PJ) y Ulpiano Suárez por la Unión Cívica Radical (UCR). Su padre, Ulpiano Suárez, fue presidente de la Cámara de Diputados de la provincia. Cursó sus estudios primarios en las escuelas Adolfo Tula y Santa Rosa de Lima. Realizó la secundaria en el Instituto de Enseñanza Secundaria E-25 La Consulta, donde egresó como Perito Mercantil.
En el año 1981, se trasladó a la ciudad de Mendoza para comenzar sus estudios universitarios en la Facultad de Derecho de la Universidad de Mendoza. Al año siguiente, después del colapso de la dictadura militar autodenominada Proceso de Reorganización Nacional tras la Guerra de las Malvinas, y en el marco de la apertura democrática que dio paso a la legalización de los partidos políticos, se afilió a la Unión Cívica Radical. Finalizó sus estudios en la Universidad Nacional de Córdoba, recibiéndose de abogado en 1991.

## Carrera política temprana
Sus inicios en la política fueron discretos, en gran medida limitados al ámbito partidario y municipal, así como a la asesoría legislativa. En 1991, Suárez fue elegido Secretario del Comité Provincia de la Unión Cívica Radical de Mendoza, elegido en representación de la Juventud Radical. Durante la década de 1990, ocupó diversos cargos en la Cámara de Diputados provinciales de Mendoza, ejerciendo como asesor jurídico de la Comisión de Legislación y Asuntos Constitucionales entre 1991 y 1995, Secretario del Bloque de la UCR entre 1995 y 1997, y Asesor Letrado a partir de 1999. Entre 1997 y 1999, fue simultáneamente apoderado legal de la Municipalidad de Tupungato.
Suárez mantuvo una estrecha relación de amistad con el también radical Víctor Fayad, dos veces intendente de la ciudad de Mendoza, a quien consideraba un «mentor» y «padrino político», ejerciendo cargos durante su segunda intendencia. Desde 2004 a 2007, fue Apoderado General de la Municipalidad de la Ciudad de Mendoza. En 2007, fue Secretario de Gobierno de la Municipalidad de la Ciudad de Mendoza. Desde 2008 a 2010, fue Asesor General de Intendencia de la Municipalidad de la Ciudad de Mendoza durante la segunda gestión de Fayad, elegido en 2007 y reelegido en 2011.

## Concejal de la ciudad de Mendoza (2010-2014)

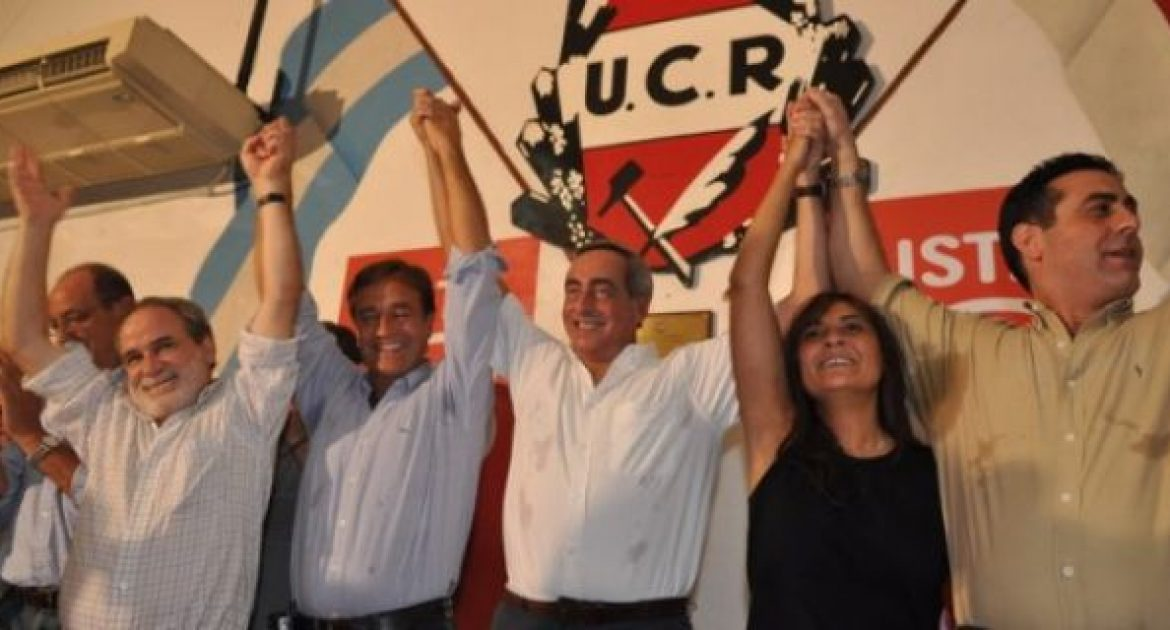
Suárez junto a Víctor Fayad (centro), celebrando la victoria del radicalismo en las elecciones de 2010, en las cuales resultó elegido concejal por primera vez.

En 2010, el gobierno de Fayad desdobló las elecciones para el Concejo Deliberante de la capital mendocina, organizándolas para el 28 de marzo de 2010 y no adhiriendo a la convocatoria original, destinada a realizarse en junio de 2009, constituyendo una ocasión inédita en la historia electoral de la ciudad. Fayad convenció a Suárez de encabezar la lista de concejales de la UCR, alcanzando su primera candidatura a un cargo electivo. A pesar de que el radicalismo enfrentaba fuertes divisiones internas, y Fayad estaba enemistado con el vicepresidente Julio Cobos (exgobernador de Mendoza recientemente distanciado de la gestión kirchnerista a nivel nacional), este confirmó que apoyaría la candidatura radical. Suárez hizo campaña centrándose mayormente en «defender los logros» de la gestión municipal de Fayad, y algunos medios de comunicación lo barajaron desde entonces como un posible «delfín político» o «sucesor ungido» del intendente.
Se trató de los primeros comicios en todo el territorio argentino en los cuales se empleó exitosamente el escrutinio electrónico. El radicalismo, hegemónico en el distrito desde 1983, obtuvo un aplastante triunfo en dicha elección, con un 40,50% de los votos contra el 12,34% del Partido Demócrata, la segunda lista más votada; el 10,27% del Partido Socialista; el 9,40% de la Propuesta Republicana (PRO); y el 9,00% del Partido Justicialista (PJ). La victoria de la lista encabezada por Suárez, además de constituir una dura derrota para el peronismo, gobernante a nivel provincial con Celso Jaque como gobernador, significó también un fracaso en los intentos de la Propuesta Republicana (PRO) de Mauricio Macri de expandirse más allá de la ciudad de Buenos Aires, rompiendo su pacto con el Partido Demócrata y con su cabeza de lista, Orlando Terranova, no logrando acceder al Concejo Deliberante, lo que lo hizo objeto de burla durante las celebraciones del radicalismo.
Suárez resultó de este modo elegido concejal, jurando el cargo el 21 de abril de 2010. Un año más tarde, después de una nueva victoria de la UCR con 9 de los 12 escaños en el cuerpo, Suárez fue elegido presidente del Concejo Deliberante, sucediendo a Marcelo Rubio en dicho puesto el 10 de diciembre de 2011. Al no existir en Mendoza el cargo de viceintendente, Suárez pasó de este modo a ocupar el segundo puesto en la línea de sucesión de la intendencia.

## Intendencia de la ciudad de Mendoza (2014-2019)

### Asunción
Rodolfo Suárez al ser presidente del Concejo Deliberante de la ciudad de Mendoza debió asumir la intendencia tras el fallecimiento de Víctor Fayad en 2014.

### Elecciones de 2015
Fue elegido intendente de Mendoza con el 59,99% para gobernar la ciudad para el periodo 2015-2019.
| Fórmula          | Partido                                | Votos  | Porcentaje |
| ---------------- | -------------------------------------- | ------ | ---------- |
| Rodolfo Suárez   | Unión Cívica Radical                   | 40.000 | 59,99%     |
| Nicolás del Caño | Frente de Izquierda y los Trabajadores | 11.253 | 16,87%     |
| Carlos Aranda    | Frente para la Victoria                | 9.788  | 14,68%     |
| Josefina Canale  | Partido Demócrata                      | 3.967  | 5,95%      |

## Gestión municipal (2015-2019)

### Gobernación
Durante 2019 debió afrontar una serie de protestas ciudadanas frente de la Casa de Gobierno y la policía impartió orden de dispersar a los miles de manifestantes, utilizándose para ello balas de goma y gases lacrimógenos. Esa convocatoria apartidariapuntual había comenzado de forma pacífica, pero terminó con varias personas heridas (entre ellas 19 policías) y 45 detenidos.

## Gobernación de Mendoza (2019-2023)

### Elecciones provinciales de 2019
|  | 51.67 % |

|  | 36.24 % |

|  | 8.71 % |

|  | 3.37 % |

|  | 96.59 % |

|  | 2.08 % |

|  | 1.34 % |

|  | 100 % |

|  | 79.07 % |

### Período de gobierno

#### Ley de Minería
El 20 de diciembre de 2019 la Cámara de Diputados de Mendoza dio sanción final al proyecto de Ley venido en revisión del Senado por el cual se modifican distintos artículos de la Ley 7722, que regula la minería en la provincia. La Ley, que fue aprobada por 36 votos afirmativos, 11 en contra y 1 abstención, establece que el uso de sustancias químicas, mezclas o disoluciones de ellas, quedará restringido a aquellas que aseguren la sostenibilidad del proyecto y estará limitado a aquellos productos cuya producción, importación y uso esté permitido en la República Argentina, y su aplicación, transporte, almacenamiento y distribución estará sujeto a las normas vigentes provinciales, nacionales e internacionales.
Luego de sucedida la aprobación, la provincia vivió intensos días de manifestaciones populares masivas. A nivel tal que la protesta terminó involucrada en las fiestas vendimiales departamentales, planteándose la posibilidad de suspensión del acto central de la Fiesta Nacional de la Vendimia si no se derogaba la recientemente promulgada Ley 9209, también conocida como "Ley Cianuro". La manifestación más importante sucedió el día lunes 23 de diciembre de 2019 frente a la Casa de Gobierno Mendocina, ya que luego de 7 horas de protesta pacífica, comenzó la tensión y la violencia se adueñó de la escena. De un lado, piedrazos de los manifestantes a la policía. Del otro, las fuerzas de seguridad utilizaron gases lacrimógenos y balas de goma para reprimir las protestas y disipar a los manifestantes.
El 30 de diciembre de 2019, después de 10 días de protestas, el gobernador Suárez dio marcha atrás. Anunció que no reglamentaría la norma y que convocaría a un diálogo con varios sectores, para buscar una solución al tema. Continuaron las protestas y Suárez tuvo que dar un paso más, suspendió la convocatoria al diálogo y anunció que pediría la derogación de la nueva ley, para que continúe vigente la 7722. Justificó su decisión en que las protestas que se produjeron dejaron en claro que no existía licencia social para desarrollar la minería en la provincia. El Senado provincial trató la derogación. Tuvo 34 votos a favor y 2 en contra la derogación de la 9209, que era la norma que modificaba a la 7722.
De esta forma pasó a Diputados, que tras un rápido tratamiento también aprobó la derogación. Por eso es que ya volvió a estar vigente la norma que había sido votada en 2007, durante el gobierno de Julio Cobos.
pueblo mendocino se manifestó de forma pacífica en contra de la reforma de la ley.A raíz de ello se dieron multitudinarias manifestaciones en toda la provincia, con epicentro en la capital, donde el gobierno ordenó reprimir las protestas con balas de goma y gases lacrimógenos. 

#### Rebaja de Sueldos, una política de Estado
El lunes 23 de marzo de 2020, en pleno desarrollo de la crisis mundial por la pandemia por el COVID-19, el gobernador Rodolfo Suárez, anuncia la decisión de que los funcionarios políticos de su administración verán reducidos sus sueldos de marzo para atender la emergencia.